# 藤堂里香
藤堂 里香（とうどう りか、1987年7月29日-）は、日本の女子競艇選手（ボートレーサー）である。
福井県大野市出身。福井県立大野高等学校卒業。大野市出身者では男子選手の河瀬廣康以来23年ぶりに誕生した競艇選手である（女子選手としては大野市出身者初）。
日本モーターボート競走会選手会福井支部所属。登録番号は4473。登録期は101期。同期には後藤翔之、篠崎仁志、山下友貴、櫻本あゆみ、守屋美穂らがいる。この101期では女子選手が9人デビューすると言う、やまと競艇学校（後のやまと学校、現・ボートレーサー養成所）での1期あたりでは最多の女子選手輩出数となった。
師匠は金子貴志。夫は同じ101期のボートレーサーで所属支部も同じである土山卓也。子供もいる。
藤堂氏の氏族の系譜であり、お笑い芸人のゆってぃなどと同様に、戦国武将であった藤堂高虎の末裔である。

## 来歴
2007年11月、地元の三国競艇場でデビュー。そこから9年間優勝がなかったが、2016年3月に若松競艇場で開催された男女W戦「山口シネマカップ争奪男女Ｗ優勝戦」で初の優勝。この優勝賞金の一部（10万円）を大野市に寄付した。

## 人物
- 座右の銘は「無事是名馬」[1]。
- 小学校から高校まではバスケットボール部に所属していた。
- 股関節治療は地元の大野市にある整骨院「山内整骨院」で行っている。なお、この整骨院は藤堂以外にも複数の競艇選手が股関節治療を行っている[6]。
- 趣味は旅行。2017年時点での生涯獲得賞金は8000万円を超えている[7]。